# 克里默里帕凱奇 (阿肯色州)
克里默里帕凱奇（英語：Creamery Package）是位於美國阿肯色州密西西比縣的一個非建制地區。該地的面積和人口皆未知。

## 地理
克里默里帕凱奇的座標為35°33′12″N 90°09′53″W / 35.55333°N 90.16472°W，而該地的平均海拔高度為71米（即233英尺）。